# Uperodon palmatus
Espèce
Synonymes
- Ramanella palmata Parker, 1934

Statut de conservation UICN

 EN B1ab(iii) : En danger
Uperodon palmatus est une espèce d'amphibiens de la famille des Microhylidae.

## Répartition
Cette espèce est endémique du centre du Sri Lanka. Elle se rencontre entre 1 830 et 2 135 m d'altitude dans le massif Central,.

## Publication originale
- Parker, 1934 : A Monograph of the Frogs of the Family Microhylidae, p. 1-208.